# Eine Überraschung zum Fest
Eine Überraschung zum Fest (Originaltitel: Make The Yuletide Gay) ist eine US-amerikanische Weihnachtskomödie von Regisseur Rob Williams aus dem Jahr 2009 über einen schwulen College-Studenten, der am Campus geoutet ist, aber Angst davor hat, seine Homosexualität seinen Eltern anzuvertrauen.

## Handlung
Der am Campus offen homosexuell lebende Olaf „Gunn“ Gunnunderson verbringt die Feiertage getrennt von seinem Freund Nathan Stanford bei seinen Eltern Anya und Sven. Als Nathans Eltern ihren Sohn kurzfristig über Weihnachten versetzen, entschließt sich Nathan, Olaf zu überraschen, und steht plötzlich in der Tür. Anya und Sven versuchen in der Zwischenzeit, Olaf mit dessen Highschool-Freundin Abby, der Nachbarstochter, zu verkuppeln, völlig unwissend von Olafs Homosexualität.

## Hintergrund
Eine Überraschung zum Fest wurde von Regisseur, Drehbuchautor und Produzent Rob Williams umgesetzt. Die Hauptrolle des Olaf wurde mit Keith Jordan an einen kaum bekannten Schauspieler übergeben, seinen Freund Nathan spielt der aus der kanadischen Teenie-Serie Degrassi: The Next Generation bekannte Adamo Ruggiero.
Im deutschsprachigen Raum wurde der Film am 9. Dezember 2009 Direct-to-DVD veröffentlicht.

## Auszeichnungen
| Jahr | Festival                                          | Filmpreis                   | Kategorie                                                                                      |
| ---- | ------------------------------------------------- | --------------------------- | ---------------------------------------------------------------------------------------------- |
| 2009 | FilmOut San Diego                                 | Publikumspreis              | Best Narrative Feature Best Supporting Actress, Kelly Keaton Best Supporting Actor, Derek Long |
| 2009 | Seoul LGBT Film Festival                          | Publikumspreis              | Best Feature                                                                                   |
| 2009 | Long Island Gay & Lesbian Film Festival           | Jury Award                  | Best Men’s Feature                                                                             |
| 2009 | North Carolina Gay & Lesbian Film Festival        | Men’s Centerpiece Selection |                                                                                                |
| 2009 | Philadelphia QFest                                | Festival Favorite           |                                                                                                |
| 2009 | Tampa International Gay and Lesbian Film Festival | Gala Night Film             |                                                                                                |

## Buch und Fortsetzung
2017 erschien von Rob Williams das Buch zum Film, Make The Yuletide Gay: The Novel ISBN 978-1-5487-1559-5, in dem man mehr erfährt über die Gunnunderson-, Stanford- und Mancuso-Familien, Gunns Zeit zuhause über die Feiertage, und was danach passierte. Außerdem enthält das Buch die Kurzgeschichte When Olaf Met Nathan, die das Kennenlernen der beiden Studenten am College thematisiert.
2018 veröffentlichte er die (bislang nicht verfilmte) Fortsetzung Make The Yuletide Gay 2: The Novel ISBN 978-1-9875-2966-1. Inzwischen sind einige Jahre vergangen, Gunn und Nathan hatten das College abgeschlossen und aus beruflichen Gründen eine Fernbeziehung. Nun leben sie wieder in derselben Stadt, unterrichten am gleichen College wie Gunns Vater Sven und planen ihre Hochzeit - zu Weihnachten! Unglücklicherweise kommt es dabei zu allerlei ungeplanten Komplikationen...